# Gunārs Priede
Gunārs Priede (1928-2000) va ser un dramaturg, enginyer i arquitecte letó. Originalment va ser un enginyer civil per al govern soviètic a Letònia que es va convertir en el dramaturg letó més important de l'era soviètica. Va escriure nombrosos drames i comèdies amb qualitats lírica, metafòriques i realista, que reflecteix les condicions socials a Letònia en el moment

## Obra
- Jaunākā brāļa vasara (1955)
- Lai arī rudens (1956)
- Normunda meitene (1958)
- Vikas pirmā balle (1960)
- Miks un Dzilna (1963)
- Tava labā slava (1965)
- Pa valzivju ceļu (1965)
- Trīspadsmitā (1966)
- Smaržo sēnes (1967)
- Otīlija un viņas bērnubērni (1971)
- Ugunskurs lejā pie stacijas (1972)
- Žagatas dziesma (1978)
- Vai mēs viņu pazīsim? (1980)
- Mācību trauksme (1980)
- Saniknotā slieka (1983)
- Filiāle (1983)
- Centrifūga (1985)
- Sniegotie kalni (1986)